# William Booth
William Booth (10. dubna 1829 Nottingham – 20. srpna 1912 Londýn) byl britský metodistický kazatel, zakladatel a první generál (1878–1912) Armády spásy. V Anglii v roce 1865 založil Booth křesťanské hnutí s vojenskou strukturou a vedením. Dnes je Armáda spásy rozšířená v mnoha státech světa a je jednou z největších humanitárních organizací.

## Život

### Mládí
Narodil se v městské části Sneinton v anglickém Nottinghamu. Byl jediným přeživším synem Samuela Bootha a Mary Mossové. Jeho otec byl na tehdejší dobu poměrně bohatý, ale kvůli několika špatným investicím rodina během Williamova dětství zchudla.
V roce 1842 byl jeho otec na mizině a nemohl si už dovolit platit poplatky za školné svého syna. Coby třináctiletý chlapec se Booth stal zastavárenským učněm. Jeho otec zemřel později téhož roku a tak se Booth se svým učňovským platem stal živitelem své matky a sester.
Po dvou letech učňovství uvěřil a stal se zapáleným křesťanem a metodistou. Začal hodně číst, naučil se dobře psát, rozvinul své řečnické schopnosti, a stal se laickým metodistickým kazatelem. Nejvíce ho k práci evangelisty povzbuzoval jeho nejlepší přítel Will Sansom. Ve 40. letech 19. století spolu Sansom a Booth začali kázat nottinghamským chudým a „hříšníkům“. Booth by nejspíše zůstal Sansomovým společníkem ve službě „Misie“, jak Sansom tuto službu nazval. Sansom ale v roce 1848 zemřel na tuberkulózu.
Téhož roku 1848 skončila Boothova učňovská léta. Celý další rok strávil hledáním vhodnějšího zaměstnání, než je práce v zastavárně: neměl tuto práci rád a považoval ji za nekřesťanskou. V roce 1849, ač nerad, opustil svou rodinu a přestěhoval se do Londýna, kde si našel práci i ubytování v jedné zastavárně. V Londýně se snažil i nadále kázat, ale byl rozčarovaný z toho, jak málo příležitostí ke kázání se mu naskytlo. Proto rezignoval na práci laického kazatele a rozhodl se evangelizovat pod širým nebem, v ulicích a na Kenningtonském kriketovém hřišti.
V roce 1851 se připojil k "reformistům" (Metodistické reformované církvi). V den svých 23. narozenin, 10. dubna 1852, nechal práce v zastavárně a stal se kazatelem na plný úvazek v hlavním ústředí církve v Binfieldské kapli v Claphamu. Booth kázal v podobném stylu jako americký probuzenecký kazatel James Caughey, který často navštěvoval Anglii a kázal ve Williamově oblíbené kapli Broad Street Chapel. Jen měsíc poté, co začal kázat na plný úvazek, se William zasnoubil s Catherine Mumfordovou. V listopadu 1853 mu pak byla nabídnuta funkce duchovního ve Spaldingu v Lincolnshiru.

### Počátky služby
Stal se významným metodistickým evangelistou, a rozhodnutí výročních konferencí jeho církve, na kterých byl pokaždé pověřen pastorací v jedné farnosti, ho dvakrát netěšila. Často totiž musel svou farnost zanedbávat kvůli evangelizačním kampaním, na které byl zván. Na konferenci v Liverpoolu v roce 1861, poté co strávil tři roky na farnosti v Gatesheadu, byl jeho požadavek na post evangelisty na plný úvazek znovu odmítnut. Booth proto rezignoval na službu v metodistické New Connexion.
Brzy mu bylo zakázáno kázat ve všech metodistických shromážděních, a tak se stal nezávislým evangelistou. Jeho učení ale zůstalo stále stejné. Kázal o svatosti a o tom, že věčné zatracení je osudem všech, kteří nevěří evangeliu Ježíše Krista a neuvědomují si nutnost pokání za hříchy. Učil, že opravdová víra se projeví tak, že lidé budou žít životem plným lásky k Bohu a k lidstvu.

### Křesťanská misie
V roce 1865 založili manželé Boothovi Křesťanskou probuzeneckou společnost ve východním Londýně. Každý večer pořádali shromáždění, a každou neděli jich pořádali dokonce několik, na kterých nabízeli odpuštění, spásu a křesťanskou etiku těm nejchudším a nejpotřebnějším, alkoholikům, zločincům a prostitutkám. Křesťanská probuzenecká společnost byla později přejmenována na Křesťanskou misii.
Booth a jeho následovníci dělali to, co kázali: vykonávali sebeobětující se křesťanskou a sociální práci. Otevřeli například obchůdky a výdejny polévek „Jídlo pro milion“ (Food for the Million). Nestarali se přitom o to, jestli se jim někdo posmíval za jejich křesťanskou službu.

## Děti Williama a Catherine Boothových
William Booth a Catherine Mumfordová měli svatbu 17. června 1855 ve stockwellské New Chapel v Surrey. Měli osm dětí:
- Bramwell Booth (8. března 1856 – 16. června 1929)
- Ballington Booth (28. července 1857 – 5. října 1940)
- Kate Booth (18. září 1858 – 9. května 1955)
- Emma Booth (8. ledna 1860 – 28. října 1903)
- Herbert Booth (26. srpna 1862 – 25. září 1926)
- Marie Booth (4. května 1864 – 5. ledna 1937)
- Evangeline Booth (25. prosince 1865 – 17. července 1950)
- Lucy Booth (28. dubna 1868 – 18. července 1953)